# Astrograf

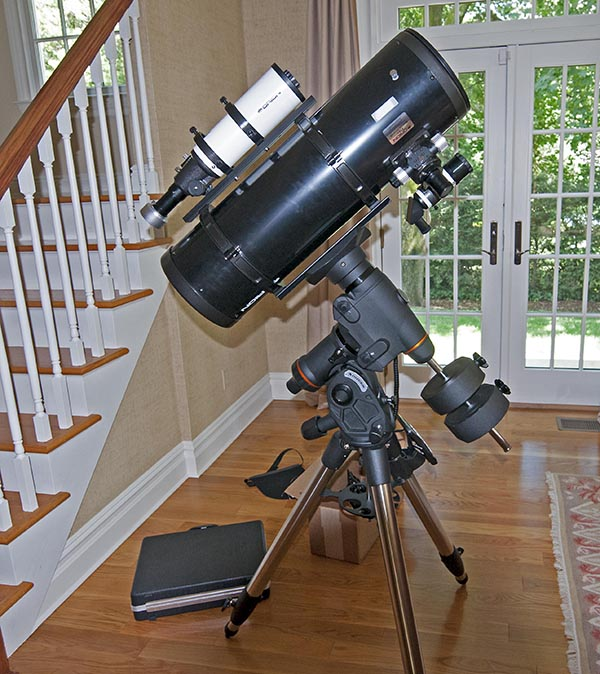
Astrograf modern

Un astrograf este un telescop conceput pentru astrofotografiere. Astrografele sunt de obicei folosite în cercetările detaliate ale cerului de noapte, precum și la detectarea obiectelor cerești, cum ar fi asteroizi, meteoroizi și comete. 

## Proiectare
Cele mai multe telescoape de cercetare din această clasă sunt cele refractoare, deși există multe tipuri de astrografe (de obicei mai mari), cum ar fi:
- telescoapele Ritchey-Chretien
- Telescopul catadioptric
- Camera Schmidt.

Principalii parametri ai unui astrograf sunt diametrul și obiectivele, care determină câmpul de vedere și scara de imagine pe placa fotografică sau setul detector. Obiectivul unui astrograf nu este de obicei foarte mare.
Forma este deseori concepută pentru a funcționa împreună cu un detector de placă de tip Charge-Coupled Device (CCD). Obiectivul este proiectat pentru a produce rezoluții deosebit de mari și distorsiuni minime în planul focal. Obiectivele pot fi proiectate și pentru ca să concentreze anumite lungimi de undă ale luminii pentru a se potrivi tipului de film folosit (de exemplu, astrografele timpurii au fost adaptate și corectate pentru a lucra în lungimi de undă corespunzătoare culorii albastru, pentru a se potrivi mai bine emulsiilor fotografice ale timpului).
Pentru fotografierea unor zone mari de cer se utilizează astrografele cu apertură mare. Astrografele mai avansate pot fi utilizate la măsurători precise. Multe observatoare astronomice de pe Pământ sunt echipate cu astrografe așa-numite normale, cu o deschidere și o distanță focală normlale. Scopul unui astrograf normal este de a crea imagini în cazul în care scara imaginii la planul focal este un standard de aproximativ 60 arcsec / mm.